# NGC 792
NGC 792 est une galaxie lenticulaire entourée d'un anneau et située dans la constellation du Bélier. NGC 792 a été découverte par l'astronome britannique John Herschel en 1828.

## Caractéristiques
Sa vitesse par rapport au fond diffus cosmologique est de 4 375 ± 30 km/s, ce qui correspond à une distance de Hubble de 64,5 ± 4,5 Mpc (∼210 millions d'al).
À ce jour, une mesure non basée sur le décalage vers le rouge (redshift) donne une distance d'environ 67,000 Mpc (∼219 millions d'al). Cette valeur est à l'intérieur des valeurs de la distance de Hubble.